# Conistra uniformis
Conistra uniformis är en fjärilsart som beskrevs av W. Warren 1911. Conistra uniformis ingår i släktet Conistra och familjen nattflyn. Inga underarter finns listade i Catalogue of Life.